# Ahouannonzoun
Ahouannonzoun är ett arrondissement i kommunen Allada i Benin. Den hade 9 131 invånare år 2002.